# 110 Eskadra IAF
110 Eskadra (hebr. Abi-rei Ha-Tsa-fon, Rycerze Północy) – myśliwska eskadra Sił Powietrznych Izraela, bazująca w Ramat Dawid w Izraelu.

## Historia
Eskadra została sformowana w 1953 i składała się z 20 samolotów myśliwsko-bombowych Mosquito FB.6 i 1 szkolno-treningowego Mosquito T III, które otrzymano od brytyjskiej marynarki. Eskadra bazowała wówczas w bazie lotniczej Hatzor. W 1955 otrzymano kolejnych 14 samolotów w wersji Mosquito TR.33. Mosquito były wykorzystywane jako samoloty bombowe podczas Kryzysu sueskiego w 1956. Między innymi dostarczały bezpośredniego wsparcia powietrznego siłom lądowym, bombardowały cele w Strefie Gazy oraz zatrzymały nacierającą egipską kolumnę pancerną w pobliżu El Arish na Półwyspie Synaj. Po zakończeniu wojny przestarzałe Mosquito wycofano ze służby.
8 sierpnia 1957 eskadrę przeniesiono do bazy lotniczej Ramat Dawid i wyposażono w 19 samolotów myśliwsko-bombardujących Vautour IIA-1. W 1958 dodano 4 samoloty w wersji Vautour IIBR, a w 1963 kolejnych 6 samolotów w wersji Vautour IIN. Dodatkowo w 1962 do eskadry dołączono 9 samolotów myśliwskich w wersjach rozpoznawczych Gloster Meteor. Bombowce Vautour zostały po raz pierwszy użyte bojowo 13 listopada 1964, podczas bombardowania pozycji syryjskiej artylerii na Wzgórzach Golan. Podczas Wojny sześciodniowej w 1967 bombowce eskadry wzięły udział w bombardowaniu egipskich lotnisk w Abu Sueir i Beni Sueif. Ogółem podczas tej wojny stracono 5 własnych samolotów.
W 1971 przeprowadzono wymianę samolotów w eskadrze na 26 samolotów szturmowych A-4H Skyhawk. W październiku 1973 dodano jeszcze 6 samolotów w wersji A-4E Skyhawk. W 1977 przeprowadzono kolejną wymianę samolotów, wprowadzając do służby 24 samoloty szturmowe A-4N Skyhawk.
W styczniu 1981 eskadra zaczęła używać 28 samolotów wielozadaniowych F-16A/B. W czerwcu 1981 cztery samoloty F-16 ze 110 Eskadry wzięły udział w zbombardowaniu i zniszczeniu irackiego reaktora jądrowego w Osirak.
W 1988 maszyny F-16A/B zastąpiono 28 samolotami F-16C. W 1991 dodano jeszcze 2 samoloty F-16D. Począwszy od 2005 eskadra używa jedynie maszyn F-16C. Podczas Drugiej wojny libańskiej w 2006 samoloty 110 Eskadry wzięły udział w bombardowaniu celów Hezbollahu w południowym Libanie.

## Wyposażenie
Na wyposażeniu 110 Eskadry znajdują się następujące samoloty:
- samoloty wielozadaniowe F-16C.